# Forteresse de Kovin (Prijepolje)
Ne doit pas être confondu avec Forteresse de Kovin (Banat).
La forteresse de Kovin (en serbe cyrillique : Средњовековни град Ковин ; en serbe latin : Srednjovekovni grad Kovin) est située à Džurovo, dans la municipalité de Prijepolje et dans le district de Zlatibor, en Serbie. Elle est inscrite sur la liste des monuments culturels protégés de la République de Serbie (identifiant no SK 163),.